# Бугаев, Алексей Иванович
Алексе́й Ива́нович Буга́ев (25 августа 1981, Москва — 29 декабря 2024, Украина) — российский футболист, защитник. Воспитанник московской ФШМ «Торпедо». Участник чемпионата Европы по футболу 2004 года в составе сборной России.
Развитию спортивной карьеры Алексея Бугаева сильно мешало пристрастие к употреблению алкоголя, из-за чего у футболиста неоднократно возникали конфликты с тренерами. Завершил профессиональную карьеру в возрасте 29 лет, после чего занялся грузоперевозками и открыл пункт сбора макулатуры. Также работал в строительной фирме.
В 2024 году был осуждён за сбыт наркотиков. Чтобы не подвергаться уголовному наказанию, подписал контракт с министерством обороны, которое набирало заключённых для участия в российском вторжении в Украину. Погиб в декабре 2024 года.

## Игровая карьера

### Клубная карьера
Родился 25 августа 1981 года в Москве. Отец — Иван Иванович, мать — Валентина Николаевна. Алексей второй ребёнок в семье, у него есть младший брат Андрей . Поначалу семья жила в коммунальной квартире на Арбате, впоследствии переехала в отдельную квартиру в районе «Спортивной». С трёх до шести лет Алексей серьёзно занимался гимнастикой, в дальнейшем учился в школе № 168 со спортивным уклоном, играл в футбол в дворовой команде на полях близлежащих Лужников, где его заметили тренеры ФШМ. Первым тренером Бугаева был Юрий Павлович Карнов.
Молодые футболисты ФШМ «Торпедо» 1981 года рождения выиграли первенство России в своём возрасте, Бугаев был признан лучшим защитником турнира, и его в числе других молодых игроков пригласили в дубль «Торпедо». Регулярно играя в течение двух последующих лет за дублирующий состав под руководством тренера Сергея Петренко, Бугаев привлекался и к матчам основного состава чёрно-белых. Дебютировал в первой команде в мае 2001 года в матче против саратовского «Сокола», всего в том сезоне провёл два матча в высшей лиге.
По приглашению Валерия Петракова Алексей провёл один год в первом дивизионе в клубе «Томь», где был признан лучшим защитником команды, после чего вернулся в «Торпедо».
В составе «чёрно-белых» Бугаев провёл относительно успешный сезон в чемпионате России 2004 года: команда, в составе которой играли Александр Панов, Игорь Лебеденко, Игорь Семшов и Константин Зырянов, лидировала после первого круга. Алексей был приглашён Георгием Ярцевым в национальную сборную, поехал в её составе на чемпионат Европы в Португалию. Однако во втором круге команда не удержала лидерство, заняв итоговое 5-е место, а Бугаев перестал попадать в основной состав. В межсезонье руководство «Торпедо» решило принять предложение о продаже Бугаева в московский «Локомотив».
В конце 2004 года Бугаев заключил с «Локомотивом» трёхлетний контракт с возможностью продления ещё на год. В составе «железнодорожников» футболист провёл сезон 2005 года, после чего вновь уехал в Томск. При Владимире Эштрекове Бугаев перестал попадать в основной состав «Локомотива» и часто не выходил на связь.
С 2006 года регулярно выступал за «Томь» в матчах российской премьер-лиги, в начале 2008 года подписал с клубом новый годичный контракт. Всего в клубе отыграл три сезона. По словам тренера «Томи» Валерия Петракова, с Бугаевым клуб расторг контракт после того, как тот устроил пьяный дебош в Турции и разбил витрину в магазине (к тому моменту тренером клуба был Мирослав Ромащенко). 28 августа 2008 года Бугаев подписал контракт с ФК «Химки» до конца сезона, но за подмосковный клуб так ни разу и не сыграл.
В июле 2009 года на правах свободного агента стал игроком ФК «Краснодар». В середине мая 2010 года контракт с Бугаевым был расторгнут по обоюдному согласию.

### В сборной
10 октября 2003 года Бугаев сыграл свой первый и единственный матч за молодёжную сборную России против Грузии, который проходил в рамках отбора на молодёжный чемпионат Европы 2004 года. Игра завершилась победой россиян со счётом 3:2, но ничего не решала для российской сборной. Параллельный результат игры сборных Ирландии и Швейцарии лишал россиян последних теоретических шансов выйти в следующий раунд (в стыковые матчи).
Бугаев дебютировал за основную сборную России 25 мая 2004 года в товарищеском матче против Австрии (ничья 0:0). Сыграл два матча на чемпионате Европы против Португалии 16 июня (поражение 0:2) и Греции 20 июня (победа 2:1). Позже сыграл ещё три встречи в отборочном цикле к чемпионату мира 2006 года против Люксембурга 9 октября (победа 4:0), Португалии 13 октября (поражение 1:7) и Эстонии 17 ноября (победа 4:0). Последнюю игру провёл 9 февраля 2005 года против Италии (поражение 0:2).
В марте 2005 года Бугаев готовился в составе российской сборной к матчу против Лихтенштейна, будучи на сборах в швейцарском Абтвиле, однако за три дня до игры улетел в Москву с официальной формулировкой «по семейным обстоятельствам». В дальнейшем в сборную не вызывался.

## Стиль игры и проблемы с дисциплиной
Тренер «Томи» Валерий Петраков утверждал, что Бугаев был универсальным игроком, у которого были все необходимые для игрока качества — «скорость, пас, удар, выбор позиции, координация, прыгучесть» и при этом «феноменальное здоровье». Он умел читать игру и мог отдавать мягкие пасы. Председатель совета директоров «Торпедо» Владимир Алёшин характеризовал его как быстрого, цепкого и неуступчивого игрока с мощным ударом, считавшегося основным защитником сборной России на чемпионате Европы 2004 года. Сам Бугаев говорил, что в теории мог играть на фланге, но в сборную его приглашали именно как центрального защитника.
Однако склонность Бугаева к выпивке была его серьёзным недостатком, не позволявшим держать его в основе какого-либо клуба: он часто пропадал на несколько дней, отключая телефон, а по словам бывшего игрока «Торпедо» Дмитрия Бородина, иногда Бугаев пропадал на целую неделю. Существует мнение, что именно проблемы с дисциплиной, связанные со злоупотреблением алкоголем, сгубили Бугаева и не дали ему стать выдающимся игроком.
Петраков рассказывал, что в 2006 году после домашней победы «Томи» над «Локомотивом» Бугаев улетел в Москву на чартере, чтобы какое-то время провести с семьёй, но затем серьёзно запил. За три дня до следующего матча против «Москвы» Бугаев прилетел с отцом на базу, и игрока поместили под капельницу для очистки крови от токсинов. Он отыграл всего тайм за дублёров «Томи», не проведя никаких тренировок, но по настоятельной просьбе ряда игроков был включён в матч против «Москвы», в котором томичи победили 1:0, а Бугаев отыграл весь матч без каких-либо нареканий. В то же время попытки «закодировать» Бугаева от алкоголя не принесли никаких успехов. Владимир Алёшин полагал, что только добровольное желание закодироваться могло помочь Бугаеву, но тот из принципа не хотел идти к врачам.

## После карьеры
После завершения карьеры футболиста в 2010 году в возрасте 29 лет, Бугаев занялся грузоперевозками и открыл пункт приёма для сбора макулатуры. В 2015 году в интервью изданию «Советский спорт» он объяснил, что закончил карьеру не по причине многократных нарушений спортивного режима, а из-за необходимости быть с семьёй. По словам Валерия Петракова, осенью того же года в телефонном разговоре с ним Бугаев сказал, что работал в строительной фирме, но Петраков по голосу заподозрил, что Бугаев и после ухода из футбола не бросил пить.

### Задержание, приговор и гибель
1 ноября 2023 года Алексей Бугаев был задержан в Краснодаре. У него было обнаружено около 500 граммов производного метилэфедрона, которые (согласно последующему приговору) он извлёк из тайника. На Бугаева было возбуждено уголовное дело по статье 228.1 — производство и сбыт наркотиков в особо крупном размере. Как позже стало известно, он оказал сопротивление полицейским при задержании, за что получил семь суток административного ареста. После суток, проведённых в изоляторе, Бугаев согласился сотрудничать со следствием и рассказал подробности. По его словам, после завершения игровой карьеры он начал пить и накопил большую сумму долгов в размере около 70 тысяч неоплаченных налогов. Чтобы расплатиться с долгами, он решил заработать через Darknet, став курьером наркодилеров. В ходе допроса Бугаев выдал своих сообщников. Позже он заявил, что полиция подбросила ему наркотики, сфальсифицировав доказательства, и якобы вымогала у Бугаева взятку в 3 млн рублей. Однако прокуратура не нашла доказательств, подтверждавших его заявления.
24 сентября 2024 года Прикубанский районный суд Краснодара признал Алексея Бугаева виновным в совершении преступления, предусмотренного ч. 3 ст. 30 и ч. 5 ст. 228.1 Уголовного кодекса Российской Федерации (покушение на незаконный сбыт психотропных веществ в особо крупном размере), и приговорил подсудимого к 9,5 года колонии строгого режима. Бугаев полностью признал вину и раскаялся в содеянном. Чтобы не отбывать наказание, Бугаев (по словам его адвоката) сразу же после оглашения приговора подписал контракт с МО РФ, которое активно набирало заключённых для участия в российском вторжении в Украину.
По словам жены, в последний раз Бугаев выходил на связь с семьей в конце ноября 2024 года, а в конце декабря родным сообщили о смерти футболиста. 29 декабря 2024 года в прессе появились сообщения о гибели Бугаева на войне в Украине. Долгое время тело Бугаева невозможно было забрать из-за продолжавшихся боевых действий. 
19 января Бугаев был похоронен на одном из сельских кладбищ в Россошанском районе Воронежской области.

## Достижения
«Локомотив» (Москва)
- Обладатель Кубка чемпионов Содружества: 2005
- Обладатель Суперкубка России: 2005

## Статистика выступлений

### Клубная
| Клуб               | Сезон            | Лига | Лига | Кубок | Кубок | Еврокубки | Еврокубки | Итого | Итого |
| Клуб               | Сезон            | Игры | Голы | Игры  | Голы  | Игры      | Голы      | Игры  | Голы  |
| ------------------ | ---------------- | ---- | ---- | ----- | ----- | --------- | --------- | ----- | ----- |
| Торпедо (Москва)   | 2001             | 2    | 0    | 0     | 0     | —         | —         | 2     | 0     |
| Торпедо (Москва)   | Итого            | 2    | 0    | 0     | 0     | —         | —         | 2     | 0     |
| Томь               | 2001             | 6    | 0    | 0     | 0     | —         | —         | 6     | 0     |
| Томь               | 2002             | 28   | 1    | 2     | 0     | —         | —         | 30    | 0     |
| Томь               | Итого            | 34   | 1    | 2     | 0     | —         | —         | 36    | 1     |
| Торпедо (Москва)   | 2003             | 19   | 0    | 2     | 0     | 3         | 0         | 24    | 0     |
| Торпедо (Москва)   | 2004             | 20   | 0    | 0     | 0     | —         | —         | 20    | 0     |
| Торпедо (Москва)   | Итого            | 39   | 0    | 2     | 0     | 3         | 0         | 44    | 0     |
| Локомотив (Москва) | 2005             | 8    | 0    | 2     | 0     | 3         | 0         | 13    | 0     |
| Локомотив (Москва) | Итого            | 8    | 0    | 2     | 0     | 3         | 0         | 10    | 0     |
| Томь               | 2006             | 28   | 1    | 0     | 0     | —         | —         | 28    | 1     |
| Томь               | 2007             | 17   | 0    | 3     | 0     | —         | —         | 20    | 0     |
| Томь               | 2008             | 9    | 0    | 0     | 0     | —         | —         | 9     | 0     |
| Томь               | Итого            | 54   | 1    | 3     | 0     | —         | —         | 57    | 1     |
| Краснодар          | 2009             | 14   | 0    | 0     | 0     | —         | —         | 14    | 0     |
| Краснодар          | 2010             | 6    | 0    | 0     | 0     | —         | —         | 6     | 0     |
| Краснодар          | Итого            | 20   | 0    | 0     | 0     | —         | —         | 20    | 0     |
| Всего за карьеру   | Всего за карьеру | 157  | 2    | 9     | 0     | 6         | 0         | 172   | 2     |

### В сборной
| № | Дата            | Оппонент   | Счёт | Соревнование             |
| - | --------------- | ---------- | ---- | ------------------------ |
| 1 | 25 мая 2004     | Австрия    | 0:0  | Товарищеский матч        |
| 2 | 16 июня 2004    | Португалия | 0:2  | Финальные матчи ЧЕ-2004  |
| 3 | 20 июня 2004    | Греция     | 2:1  | Финальные матчи ЧЕ-2004  |
| 4 | 9 октября 2004  | Люксембург | 4:0  | Отборочные матчи ЧМ-2006 |
| 5 | 13 октября 2004 | Португалия | 1:7  | Отборочные матчи ЧМ-2006 |
| 6 | 17 ноября 2004  | Эстония    | 4:0  | Отборочные матчи ЧМ-2006 |
| 7 | 9 февраля 2005  | Италия     | 0:2  | Товарищеский матч        |

Итого: 7 матчей / 0 голов; 3 победы, 1 ничья, 3 поражения.